# برقامة
قرية برقامة هي إحدى القرى التابعة لمركز إيتاي البارود في محافظة البحيرة في جمهورية مصر العربية. حسب إحصاءات سنة 2006، بلغ إجمالي السكان في برقامة 6637 نسمة، منهم 3371 رجل و3266 امرأة.

## التاريخ
قرية برقامة من القرى القديمة، واسمها الأصلي وقت الفتح الإسلامي لمصر راكام (بالإنجليزية: Rakaam)‏، وقد وردت باسم برقامة في أعمال حوف رمسيس ضمن قرى الروك الصلاحي التي أحصاها ابن مماتي في كتاب قوانين الدواوين، كما وردت باسم برقامة في أعمال البحيرة ضمن قرى الروك الناصري التي أحصاها ابن الجيعان في كتاب «التحفة السنية بأسماء البلاد المصرية». وفي العصر العثماني كان اسمها في تربيع سنة 933هـ/1527م الذي أجراه الوالي العثماني سليمان باشا الخادم في عصر السلطان العثماني سليمان القانوني برقامة ضمن قرى ولاية البحيرة، وفي تاريخ 1228هـ/1813م الذي عدّ قرى مصر بعد المسح الذي قام به محمد علي باشا باسم برقامة ضمن قرى مديرية البحيرة.